# Кротов, Григорий Ильич
Григорий Ильич Кротов (3 марта 1924, с. Юрта, Сибирский край — 2 октября 1986, Брест, Белорусская ССР) — командир взвода пешей разведки 359-го стрелкового полка 50-й стрелковой дивизии 52-й армии, старшина.

## Биография
Родился 3 марта 1924 года в селе Юрта (ныне Тогучинского района Новосибирской области). Окончил 9 классов школы. Работал в геологоразведочной партии. В армии с августа 1942 года.
Участник Великой Отечественной войны с марта 1943 года. Разведчик 6-й отдельной разведывательной роты сержант Г. И. Кротов в составе группы разведчиков в ночь на 18 февраля 1944 года в районе города Кировоград подкрался к вражеским позициям, первым ворвался в траншею и огнём из автомата и гранатами уничтожил до 10 противников, а одного взял в плен. 23 февраля 1944 года сержант Кротов Григорий Ильич награждён орденом Славы 3-й степени.
5 марта 1945 года командир отделения разведчиков 359-го стрелкового полка старшина Г. И. Кротов во главе группы захвата в районе населённого пункта Хондорф (юго-восточнее города Бунцлау) пленил вражеского офицера, который сообщил ценные сведения. 4 апреля 1945 года приказом по 52-й армии старшина Кротов Григорий Ильич награждён орденом Славы 2-й степени.
Командир взвода пешей разведки 359-го стрелкового полка старшина Г. И. Кротов 25 апреля 1945 года в районе населённого пункта Енкендорф вышел со взводом в тыл противника и внезапно атаковал его. В результате взвод взял в плен 15 противников во главе с унтер-офицером. При отходе уничтожены 2 пулемётные точки и до 10 вражеских солдат.
Указом Президиума Верховного Совета СССР от 27 июня 1945 года старшина Кротов Григорий Ильич награждён орденом Славы 1-й степени.
В марте 1947 года старшина Г. И. Кротов демобилизован. В 1955 году окончил юридический факультет Белорусского государственного университета. Проходил службу в органах КГБ в Минске и в Брестской области. С 1984 года полковник Г. И. Кротов — в отставке. Жил в городе Брест. Умер 2 октября 1986 года. Похоронен на Гарнизонном кладбище Бреста.
Награждён орденами Отечественной войны I степени, Славы 1-й, 2-й и 3-й степени, медалями.